# Balclutha flavella
Balclutha flavella är en insektsart som beskrevs av Rauno E. Linnavuori 1962. Balclutha flavella ingår i släktet Balclutha och familjen dvärgstritar. Inga underarter finns listade i Catalogue of Life.